# عبدالحسین مصحفی
عبدالحسین مصحفی (زاده ۵ اسفند ۱۳۰۳ در کرمان — درگذشته ۲۹ اسفند ۱۳۹۱ در یزد) ریاضی‌دان، مترجم، نویسنده، معلم ریاضیات، روزنامه‌نگار و صاحبنظر در زمینه دانش و آموزش بود. تألیف و ترجمه ۱۸ کتاب و بالغ بر ۸۹ مقاله در زمینه ریاضیات و کامپیوتر، خبرنگاری فرهنگی روزنامه کیهان یزد و دریافت دکترای افتخاری دانشگاه یزد ازجمله سوابق درخشان علمی و آموزشی اوست.

## زندگی‌نامه
در اسفندماه سال ۱۳۰۳ در شهر کرمان، در خانه‌ای از محله مسجد گنج به دنیا آمد. در کودکی خواندن قرآن را آموخت و پس از پایان تحصیلات سیکل اول متوسطه در سال ۱۳۲۰ در مدرسه ملی شهاب کرمان به معلمی گمارده شد. ایشان چندسالی را به تناوب، یا به معلمی در آن مدرسه یا به شغل صحافی و کتاب‌فروشی گذراند و در سال ۱۳۲۷ امتحانات نهایی پنجم متوسطه را با موفقیت گذراند و با وجود تکفل خانواده، داوطلب خدمت نظام وظیفه شد، در ضمن خدمت سربازی، درس‌های سال ششم ریاضی را نزد خود آموخت و در سال ۱۳۳۰ موفق به دریافت دیپلم ریاضی شد. در همان سال با شرکت در امتحان ورودی دانشگاه‌ها، در دانشسرای عالی و دانشکده علوم در رشته ریاضی قبول شد و پس از سه سال از هر دو لیسانس ریاضی گرفت و به یزد برگشت و دبیر دبیرستان‌ها و دانشسرای مقدماتی شد. سپس در سال ۱۳۳۷ در یزد با نصرت ملک یزدی ازدواج کرد. همسر ایشان نیز فرهنگی بودند و حاصل ازدواج آنها دو فرزند پسر بود. هشت‌سال در دبیرستان‌ها و دانشسرا و کلاس‌های تربیت‌معلم یزد به تدریس ریاضیات پرداختند و در سال ۱۳۴۱ به تهران منتقل شدند و از آن پس در سمت‌های رسمی زیادی به خدمت پرداختند.

## انتشار مجله یکان
در سال ۱۳۴۲ مجوز طبع مجله ریاضی یکان را دریافت کرد و نخستین شماره این مجله در بهمن ۱۳۴۲ منتشر شد که بیش از حد انتظار با استقبال روبه‌رو و سه بار تجدید چاپ شد. پس از آن هم این مجله به‌طور مرتب تا ۱۱۸شماره ماهانه و هر سال همراه با شماره‌ای ویژه امتحانات نهایی و کنکور و همراه با شماره‌ای برای دانش‌آموزان سال آخر سیکل اول متوسطه انتشار می‌یافت. سرانجام پس از ۱۴سال کار ویژه و وقفه‌ناپذیر در سال ۱۳۵۶، انتشار مجله یکان به‌رغم میل باطنی استاد «مصحفی» متوقف شد. مجله یکان بدون هیچ وابستگی و بدون دریافت هرگونه کمک مادی منتشر می‌شد و هزینه سنگین آن از راه تک‌فروشی مجله و حق اشتراک تأمین می‌شد و تنها دلیل توقف انتشار مجله مسایل مالی بود و به گفته وی: «دیگر توانایی ادامه کار را نداشتم.» انتشار این مجله در آن سال‌ها کمک بزرگی به تحول و گسترش آموزش در ایران کرد.

## کسب دکترای افتخاری از دانشگاه یزد
در بهمن ماه ۱۳۸۶ اعطای نخستین دکتری افتخاری آموزش ریاضی دانشگاه یزد به عبدالحسین مصحفی، به تصویب وزارت علوم، تحقیقات و فناوری رسید. و در اردیبهشت سال ۱۳۸۷ در خانه ریاضیات توسط مهدی بهزاد و به پاس خدماتش در آموزش ریاضی کشور، دکترای افتخاری آموزش ریاضی به ایشان اعطاء شد. ضمناً جزوه «مصحفی‌نامه» هم در ۶۰ صفحه توسط انتشارات فاطمی به چاپ رسید و در اختیار اهل علم قرار گرفت.

## وفات
عبدالحسین مصحفی بر اثر کهولت سن و پس از یک دوره بیماری، در سن ۸۸ سالگی درگذشت. مراسم تشیع و تدفین او صبح چهارشنبه ۳۰ اسفند ۱۳۹۱ در قطعه مفاخر خلد برین یزد برگزارشد.